# Смайт, Джек
Джек Смайт (англ. Jack Smight; 9 марта 1925, Миннеаполис, Миннесота, США — 1 сентября 2003 года, Лос-Анджелес, Калифорния, США) — американский режиссёр театра и кино, продюсер. Лауреат премии «Эмми». В число его фильмов входят «Харпер», «С леди так не обращаются», «Путешествующий палач», «Кролик, беги», «Аэропорт 1975», «Мидуэй», «Проклятая долина», «Любящие пары» и эпизод «Коломбо» «Мёртвый груз».

## Биография
Родился в семье католиков иммигрантов. Во время Второй мировой войны служил на Тихом океане в составе американских ВВС. После войны получил степень по драматургическому искусству в Университете Миннесоты. В начала 50-х годов работал на радио и помощником режиссёра на телевидении. В 1957 году дебютировал в качестве режиссёра. В 1959 году стал лауреатом премии «Эмми» за лучшую режиссуру программы в драматическом сериале («Эдди»).
Одними из самых известных работ режиссёра в кинематографе стали картины «Харпер» с Полом Ньюманом в главной роли (1966 год), кассовые сборы которого превысили бюджет более чем в 3,5 раза и составили 12 миллионов долларов; фильм-катастрофа «Аэропорт 1975», собравший в прокате более 47 миллионов долларов и достаточно неоднозначно встреченный критиками; а также военная драма «Мидуэй».
Умер от рака 1 сентября 2003 года.

## Избранная фильмография
Режиссёр
- Сила страсти / The Favorite (1989)
- Number One with a Bullet / Number One with a Bullet (1987)
- Кодекс мести / Code of Vengeance (1986)
- Воспоминание о любви / Remembrance of Love (1982)
- Влюблённые пары / Loving Couples (1980)
- Быстрый прорыв / Fast Break (1979)
- Проклятая долина / Damnation Alley (1977)
- Мидуэй / Midway (1976)
- Аэропорт 1975 / Airport 1975 (1974)
- Человек из Индепенденса / The Man from Independence (1974)
- Франкенштейн: Правдивая история / Frankenstein: The True Story (1973)
- Линда / Linda (1973)
- Криминальные партнёры / Partners in Crime (1973)
- Мэдиган / Madigan (1972)
- Баначек / Banacek (1972)
- Самая длинная ночь / The Longest Night (1972)
- Кричащая женщина / The Screaming Woman (1972)
- МакКлауд / McCloud (1971—1972)
- Коломбо / Columbo (1971)
- Кролик, беги / Rabbit, Run (1970)
- Странствующий палач / The Traveling Executioner (1970)
- Иллюстрированный человек / The Illustrated Man (1969)
- Стратегия террора / Strategy of Terror (1969)
- С леди так не обращаются / No Way to Treat a Lady (1968)
- Тайная война Гарри Фригга / The Secret War of Harry Frigg (1968)
- Калейдоскоп / Kaleidoscope (1966)
- Харпер / Harper (1966)
- Третий день / The Third Day (1965)
- Театр саспенса Крафт / Kraft Suspense Theatre (1964—1965)
- Доктор Килдэр / Dr. Kildare (1963—1964)
- Я лучше буду богатой / I’d Rather Be Rich (1964)
- Арест и суд / Arrest and Trial (1963—1964)
- Ист-Сайд Вест-Сайд / East Side West Side (1963)
- Премьера Алкоа / Alcoa Premiere (1963)
- Шоу недели ДюПонта / The DuPont Show of the Week (1962)
- Защитники / The Defenders (1962)
- Закон и мистер Джонс / The Law and Mr. Jones (1961)
- Обнажённый город / Naked City (1961)
- Наше американское наследие / Our American Heritage (1960—1961)
- Sunday Showcase / NBC Sunday Showcase (1960—1961)
- Сумеречная зона / The Twilight Zone (1959—1961)
- Art Carney Special / The Art Carney Special (1960—1961)
- The United States Steel Hour / The United States Steel Hour (1960)
- Театр Роберта Херриджа / The Robert Herridge Theatre (1960)
- Шоу Дюпон с Джун Эллисон / The DuPont Show with June Allyson (1959)
- Театр Алкоа / Alcoa Theatre (1958)
- Подозрение / Suspicion (1957—1958)
- Театр Дженерал Электрик / General Electric Theater (1956—1958)
- Студия Один / Studio One (1957—1958)
- Семь ярких искусств / The Seven Lively Arts (1957)
- Кульминация! / Climax! (1956—1957)
- Телевизионный театр Goodyear / Goodyear Television Playhouse (1955)
- The Philco Television Playhouse / The Philco Television Playhouse (1955)
- One Man’s Family / One Man’s Family (1949)

Продюсер
- Странствующий палач / The Traveling Executioner (1970)
- Третий день / The Third Day (1965)
- Театр Дженерал Электрик / General Electric Theater (1958)